# Nolina beldingii
Espèce
Synonymes
- Nolina beldingii var. deserticola Trel.[1]

Statut de conservation UICN

 VU C1 : Vulnérable
Nolina beldingii est une espèce végétale de la famille des Asparagaceae. Considérée comme vulnérable par l'IUCN, elle pousse en Basse-Californie du Sud, au Mexique.